# Late Registration
Late Registration – drugi album amerykańskiego producenta muzycznego i rapera Kanye Westa wydany 30 sierpnia 2005 roku.
W 2012 roku album został sklasyfikowany na liście 500 albumów wszech czasów stworzonej przez dwutygodnik Rolling Stone, zajmując na niej 118. miejsce.

## Lista utworów
1. "Wake Up Mr. West" (Masser/Goffin) – 0:41
2. "Heard 'Em Say" (razem z Adamem Levine’em z Maroon 5) (West/Levine/Masser/Goffin) (współpraca z Jonem Brionem) – 3:23
3. "Touch the Sky" (razem z Lupe’em Fiasco) (West/Smith/Jaco/Mayfield) (Wyprodukowane przez Just Blaze) – 3:57
4. "Gold Digger" (razem z Jamiem Foxxem) (West/Charles/Richard) (współpraca z Jonem Brionem) – 3:28
5. "Skit #1" – 0:33
6. "Drive Slow" (razem z Paulem Wallem i GLC) (West/Slayton/Harris) – 4:32
7. "My Way Home" (razem z Commonem) (West/Lynn/Scott-Heron) – 1:43
8. "Crack Music" (razem z The Game) (West/Meeks/Taylor) (współpraca z Jonem Brionem) – 4:41
9. "Roses" (West/Withers) (współpraca z Jonem Brionem) – 4:05
10. "Bring Me Down" (razem z Brandy) (West/Williams) (współpraca z Jonem Brionem) – 3:19
11. "Addiction" (West/Rodgers/Hart) (współpraca z Jonem Brionem) – 4:27
12. "Skit #2" – 0:31
13. "Diamonds from Sierra Leone (Remiks)" (razem z Jay-Z) (West/Carter/Harris/Barry/Black) (współpraca z Devo Springsteenem i Jonem Brionem) – 3:53
14. "We Major" (razem z Nasem i Really Doem) (West/Trotter/Jones/Williams/Campbell/Simmons/Smith/Reid) (Współpraca Warryn "Baby Dubb" Campbellem i Jonem Brionem) – 7:28
15. "Skit #3" – 0:24
16. "Hey Mama" (West/Leace) (współpraca z Jonem Brionem) – 5:05
17. "Celebration" (West) (współpraca z Jonem Brionem) – 3:18
18. "Skit #4" – 1:18
19. "Gone" (razem z Cam’ronem i  Consequence’em) (West/Mills/Giles/Willis) – 6:02
20. "Diamonds from Sierra Leone" (bonusowa ścieżka) (West/Harris/Barry/Black) (współpraca Devo Springsteenem i Jonem Brionem) – 3:58
21. "Late (ukryta ścieżka) – 3:50